# Kinetoscope Parlor

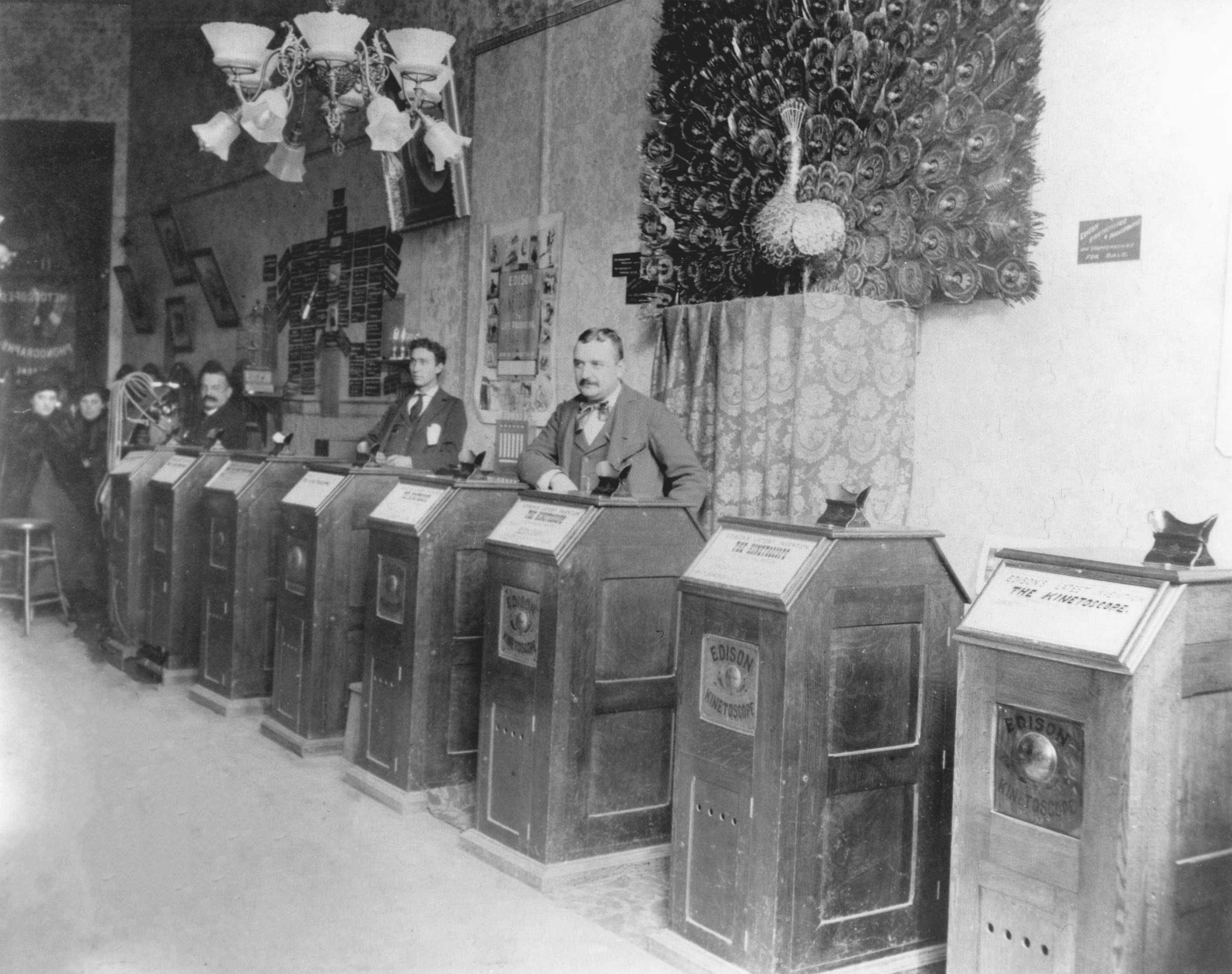
Un Kinetoscope Parlor à San Francisco (1894).

Un Kinetoscope Parlor est une boutique où s'alignaient plusieurs kinétoscopes, dispositifs américains de visionnement individuel de films, inventés en 1893.
Ces boutiques sont apparues dès 1894 sous l’impulsion de l’inventeur et industriel américain Thomas Edison. À l’entrée, « on paie vingt-cinq cents, ce qui n’est pas bon marché, mais on peut visionner autant de films qu’on le désire. »
Avant le Kinetoscope Parlor, il existé déjà le Phonograph Parlor et en 1896 viendra le Vitascope Parlor.
Barber Shop, Bertoldi (mouth support), Bertoldi (table contortion), Blacksmiths, Roosters (cock fight), Highland Dance, Horse Shoeing, Sandow, Trapeze et Wrestling sont les dix films du premier Kinetoscope Parlor.
The Barbershop est le premier film (industriel) de l'histoire du cinéma.

## Description

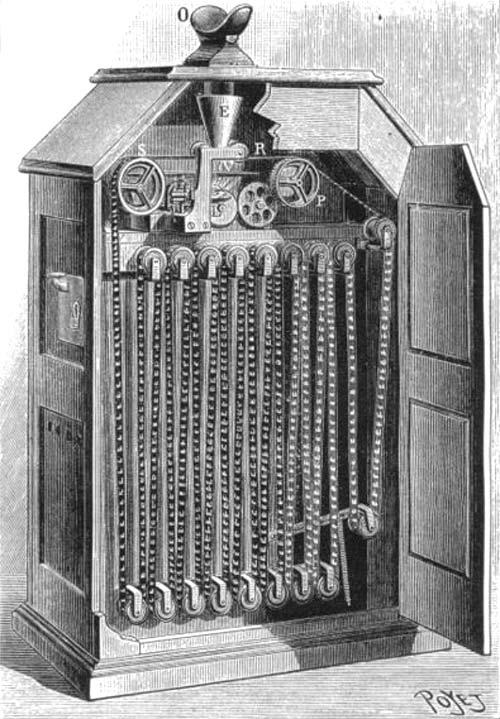
L'intérieur d'un kinétoscope, le film est en boucle continue.

Un kinétoscope se présente sous la forme d’un coffre plus haut que large en bois de pin, surmonté d’un double œilleton qui permet aux spectateurs, penchés sur la machine, d’assister, seuls ou à deux, au passage d’un film de moins d’une minute. À l’intérieur de la boîte, la pellicule au format 35 mm à double rangée de 4 perforations par image, mise au point par Edison et son assistant, William Kennedy Laurie Dickson, se déroule en continu, entraînée par un moteur électrique et éclairée en transparence par une forte lampe. Un obturateur à disque mobile, tournant à grande vitesse entre la pellicule et la source de lumière, provoque à la manière d’un stroboscope, un flash qui, grâce aux perforations de la pellicule entraînée par des débiteurs dentés couplés à l’obturateur, est synchronisé avec le défilement des photogrammes. Il permet à l’observateur de capter chaque image et de la relier à la suivante par l’effet de la persistance rétinienne qu’efface l’interruption de l’éclairement quand le disque plein de l’obturateur s’interpose entre la pellicule et la lampe. Cet effacement est nécessaire, sinon les images se confondraient les unes avec les autres, défaut qu’on appelle dans le jargon professionnel un « filage », ainsi que l'explique Jacques Aumont : « L'information détaillée serait temporairement supprimée à chaque noir entre photogrammes successifs (ndlr : le noir qui correspond au passage de l'obturateur devant l'objectif de la caméra de prise de vues pour masquer le déplacement de la pellicule, et qui enregistre une séparation noire entre chaque photogramme) et ce masquage serait précisément ce qui expliquerait qu'il n'y ait pas accumulation d'images persistantes dues à la persistance rétinienne. »

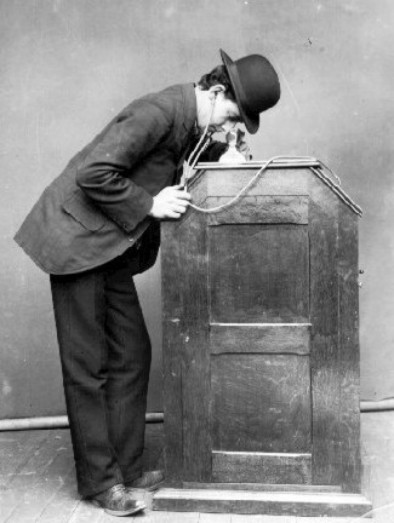
Utilisateur du kinétophone muni d’écouteurs acoustiques (identiques au stéthoscope inventé depuis le milieu du XIXe siècle) qui propagent le son du phonographe à cylindre situé avec l’image à l’intérieur du coffre (1895).

Le grand rêve de Thomas Edison était de coupler l’image au son correspondant. C’est lui qui avait en 1877 mis au point et commercialisé le premier phonographe. C’est pourquoi il ordonna en 1895 à Dickson de porter tous ses efforts de recherche sur une version sonore du kinétoscope, le kinétophone (ou phonokinétoscope, ou, ainsi que le désignait Dickson, le kinéto-phonographe), alors que son assistant lui proposait plutôt de mettre au point une version de projection sur écran du kinétoscope, ce qui ne lui posait alors aucune impossibilité technique. Mais Edison était quelque peu aveuglé par le succès commercial immédiat des  Kinetoscope Parlors et repoussa fermement l’idée de Dickson. « Non, si nous fabriquons ces projecteurs d'images, comme vous nous le demandez, nous gâcherons tout… Ne tuons pas la poule aux œufs d'or ! ». Dans les Kinetoscope Parlors , apparurent alors certaines machines équipées, en plus du système de visionnement, d’un phonographe à cylindre de cire gravé qui se mettait en marche automatiquement dès que le film commençait. 

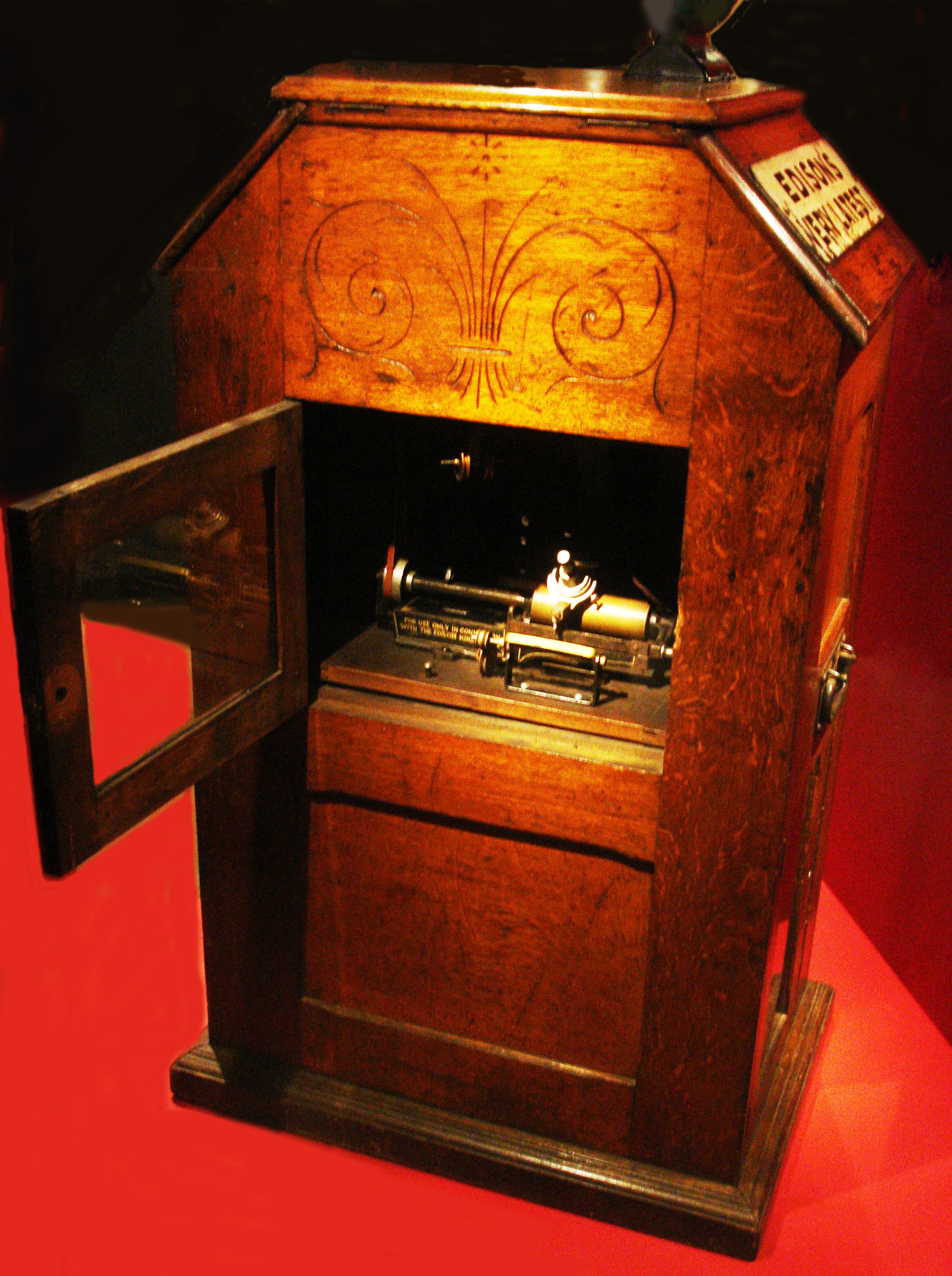
Envers d'un kinétophone et du phonographe à cylindre de cire.

C’est le 14 avril 1894, que la famille Holland, en accord avec Edison, ouvrit le premier Kinetoscope Parlor à New York, sur Broadway, à l’angle de la 27e rue. Dix machines étaient disposées sur deux lignes parallèles.
Chaque Kinetoscope Parlor présentait à son public plusieurs films, montés en boucle chacun dans un kinétoscope différent. C’est Edison qui, le premier, adopta le mot anglais film pour désigner les bobineaux de nitrate de cellulose enduit sur une face d’émulsion sèche photosensible, impressionnés par le premier appareil de prise de vues du cinéma, la caméra Kinétographe. Le droit d’entrée permettait de passer d’une machine à l’autre. Au fond de la salle, un peu à l’écart et moyennant un supplément, « certains exemplaires présentaient des bobineaux réservés aux messieurs seuls, où l’on pouvait apprécier des dames qui enlèvent leur robe et osent se présenter, suprême audace à l’époque, en collant et maillot! Tous les autres bobineaux étaient des films visibles par un public familial. »
En 1894, le premier Kinetoscope Parlor de France est installé à Paris, 20 boulevard Poissonnière.
Le succès des Kinetoscope Parlor dépassait les frontières américaines et fut à l’origine durant les années 1894-1895 des recherches effrénées des inventeurs du monde entier, modifiant, voire copiant, le procédé, qui débouchèrent sur une amélioration remarquable : la caméra Cinématographe de Louis Lumière — appareil dit "réversible", c'est-à-dire aussi bien caméra argentique qu'appareil de projection, et même tireuse de copies — donnant rétrospectivement raison à Dickson (qui quitta Edison) en rendant totalement obsolètes les Kinetoscope Parlors au profit des salles de projection. Edison suivit le mouvement général et se lança à son tour en 1896 dans l’exploitation de salles équipées d’un écran de projection, en rachetant à un inventeur ruiné un modèle de projecteur qu’il rebaptisa le Vitascope.